# Loxandrus
Loxandrus is een geslacht van kevers uit de familie van de loopkevers (Carabidae). De wetenschappelijke naam van het geslacht is voor het eerst geldig gepubliceerd in 1852 door LeConte.

## Soorten
Het geslacht Loxandrus omvat de volgende soorten:
- Loxandrus accelerans Casey, 1918
- Loxandrus adrimoides Straneo, 1991
- Loxandrus aduncus Allen, 1972
- Loxandrus affinis Straneo, 1991
- Loxandrus agilis (Dejean, 1828)
- Loxandrus algidus Allen, 1972
- Loxandrus amplicollis Sloane, 1903
- Loxandrus amplithorax Straneo, 1991
- Loxandrus anchomenoides Straneo, 1955
- Loxandrus anthracinus Allen & Ball, 1979
- Loxandrus apicalis (G.R.Waterhouse, 1841)
- Loxandrus argentinus Tschitscherine, 1900
- Loxandrus assimilis (Dejean, 1831)
- Loxandrus ater Tschitscherine, 1901
- Loxandrus attenuatus Bates, 1871
- Loxandrus audouini (G.R.Waterhouse, 1841)
- Loxandrus australicus Csiki, 1930
- Loxandrus australiensis Sloane, 1895
- Loxandrus balli Allen, 1972
- Loxandrus binotatus Allen & Ball, 1979
- Loxandrus bolivianus Tschitscherine, 1900
- Loxandrus bonariensis Straneo, 1991
- Loxandrus brevicollis (Leconte, 1848)
- Loxandrus brevis Straneo, 1991
- Loxandrus breviusculus Casey, 1924
- Loxandrus brullei (G.R.Waterhouse, 1841)
- Loxandrus brunneicornis Straneo, 1991
- Loxandrus brunnescens Straneo, 1949
- Loxandrus brunneus Sloane, 1903
- Loxandrus calathinus Leconte, 1878
- Loxandrus calathoides Bates, 1871
- Loxandrus castanipes Straneo, 1991
- Loxandrus catharinae Tschitscherine, 1900
- Loxandrus celebensis Bates, 1871
- Loxandrus celeris (Dejean, 1828)
- Loxandrus cervicalis Casey, 1918
- Loxandrus cincinnati Casey, 1924
- Loxandrus circulus Allen, 1972
- Loxandrus collucens Casey, 1918
- Loxandrus comptus Casey, 1918
- Loxandrus concinnus Casey, 1918
- Loxandrus confusus (Dejean, 1831)
- Loxandrus conspicuus Mateu, 2000
- Loxandrus contumax Casey, 1918
- Loxandrus crenatus Leconte, 1852
- Loxandrus crenulatus Chaudoir, 1868
- Loxandrus cribratellus Straneo, 1991
- Loxandrus cubanus Tschitscherine, 1903
- Loxandrus cursitans Casey, 1918
- Loxandrus curtatoides Straneo, 1949
- Loxandrus curtatus Tschitscherine, 1903
- Loxandrus curtonotus Bates, 1871
- Loxandrus cuyabanus Straneo, 1991
- Loxandrus davisoni Straneo, 1991
- Loxandrus defanisi Straneo, 1991
- Loxandrus depressibasis Straneo, 1991
- Loxandrus discolor Allen, 1972
- Loxandrus dubius (Curtis, 1839)
- Loxandrus duryi Wright, 1939
- Loxandrus ecuadoricus Straneo, 1991
- Loxandrus egae Straneo, 1949
- Loxandrus elaphropus Tschitscherine, 1898
- Loxandrus elnae Allen, 1972
- Loxandrus elongatus Allen, 1972
- Loxandrus erraticus (Dejean, 1828)
- Loxandrus extendus Allen, 1972
- Loxandrus fasciatus Tschitscherine, 1900
- Loxandrus fasciolatus Tschitscherine, 1900
- Loxandrus flavicauda Tschitscherine, 1900
- Loxandrus floridanus Leconte, 1878
- Loxandrus franiai Straneo, 1991
- Loxandrus fraus Allen, 1972
- Loxandrus fulgens Casey, 1918
- Loxandrus fulvicornis Bates, 1871
- Loxandrus fulvus Straneo, 1991
- Loxandrus gagatinus (Castelnau, 1867)
- Loxandrus gibbus Allen, 1972
- Loxandrus gravescens Bates, 1871
- Loxandrus guttula Tschitscherine, 1901
- Loxandrus humeralis Straneo, 1991
- Loxandrus icarus Will & Liebherr, 1997
- Loxandrus idiocentrus Tschitscherine, 1898
- Loxandrus infimus Bates, 1882
- Loxandrus integer Tschitscherine, 1900
- Loxandrus interruptus Tschitscherine, 1900
- Loxandrus iricolor Straneo, 1991
- Loxandrus irideus Straneo, 1949
- Loxandrus janeiranus Straneo, 1991
- Loxandrus kayae Straneo, 1991
- Loxandrus kochalkai Straneo, 1991
- Loxandrus laetipes Straneo, 1991
- Loxandrus laevicollis Bates, 1871
- Loxandrus laevigatus (Macleay, 1888)
- Loxandrus lateralis Casey, 1918
- Loxandrus latifascia Straneo, 1991
- Loxandrus latiusculus Straneo, 1991
- Loxandrus latus Darlington, 1962
- Loxandrus lepidus Allen, 1972
- Loxandrus limatus Casey, 1918
- Loxandrus littleorum Allen & Ball, 1979
- Loxandrus longiformis Sloane, 1898
- Loxandrus longiusculus Straneo, 1991
- Loxandrus lucens Chaudoir, 1868
- Loxandrus ludovicianus Casey, 1918
- Loxandrus macleayi Csiki, 1930
- Loxandrus macroderus Bates, 1871
- Loxandrus macula Straneo, 1991
- Loxandrus maculatus Straneo, 1958
- Loxandrus maindroni Tschitscherine, 1901
- Loxandrus major Straneo, 1949
- Loxandrus majusculus Lorenz, 1998
- Loxandrus marginalis Straneo, 1991
- Loxandrus marginepunctatus Straneo, 1991
- Loxandrus mattoanus Tschitscherine, 1900
- Loxandrus medius Darlington, 1962
- Loxandrus melas Straneo, 1953
- Loxandrus micans Chaudoir, 1868
- Loxandrus micantinus Csiki, 1930
- Loxandrus micantior Blackburn, 1903
- Loxandrus minasianus Straneo, 1991
- Loxandrus minimus Straneo, 1951
- Loxandrus minor (Chaudoir, 1843)
- Loxandrus minutus Allen, 1972
- Loxandrus mirei Straneo, 1991
- Loxandrus modicus Tschitscherine, 1901
- Loxandrus moritzi Tschitscherine, 1898
- Loxandrus mundus Casey, 1918
- Loxandrus negrei Straneo, 1967
- Loxandrus nicki Straneo, 1955
- Loxandrus nitidulus (Leconte, 1848)
- Loxandrus nocticolor Darlington, 1934
- Loxandrus notula Tschitscherine, 1901
- Loxandrus obscurus Straneo, 1949
- Loxandrus omiltemi Allen & Ball, 1979
- Loxandrus oophagus Costa & Vanin, 2011
- Loxandrus opaculus Bates, 1871
- Loxandrus orbicollis Straneo, 1991
- Loxandrus ornatellus Straneo, 1991
- Loxandrus ornatus Putzeys, 1878
- Loxandrus pactinullus Allen, 1972
- Loxandrus paraguayensis Straneo, 1949
- Loxandrus parallelus Casey, 1918
- Loxandrus parvicollis Casey, 1918
- Loxandrus parvulus Chaudoir, 1868
- Loxandrus photophilus Straneo, 1991
- Loxandrus piceolus Chaudoir, 1868
- Loxandrus piciventris (Leconte, 1848)
- Loxandrus picticauda Bates, 1871
- Loxandrus pictoides Straneo, 1991
- Loxandrus pictus Tschitscherine, 1900
- Loxandrus planicollis Straneo, 1991
- Loxandrus planoculis Straneo, 1991
- Loxandrus politissimus Bates, 1871
- Loxandrus posticus (Brulle, 1843)
- Loxandrus pravitubus Allen, 1972
- Loxandrus profundestriatus Straneo, 1991
- Loxandrus proximus Chaudoir, 1868
- Loxandrus pseudomajor Straneo, 1991
- Loxandrus punctatissimus Straneo, 1991
- Loxandrus punctibasis Straneo, 1949
- Loxandrus punctimargo Straneo, 1991
- Loxandrus punctisulcis Straneo, 1958
- Loxandrus punctulatus Straneo, 1949
- Loxandrus quadribasis Straneo, 1991
- Loxandrus quadricollis Sloane, 1903
- Loxandrus quadrinotatus Bates, 1871
- Loxandrus quinarius Will & Liebherr, 1997
- Loxandrus rectangulus Leconte, 1878
- Loxandrus rectibasis Straneo, 1991
- Loxandrus rectus (Say, 1823)
- Loxandrus reflexicollis Straneo, 1991
- Loxandrus reflexus Leconte, 1878
- Loxandrus remotus Allen, 1972
- Loxandrus ripicola Straneo, 1949
- Loxandrus robustus Allen, 1972
- Loxandrus rossi Allen, 1972
- Loxandrus rotundatus Straneo, 1991
- Loxandrus rotundicollis Straneo, 1991
- Loxandrus rubescens Bates, 1871
- Loxandrus rubricatus Bates, 1891
- Loxandrus rubromaculatus Straneo, 1955
- Loxandrus rubroniger Straneo, 1991
- Loxandrus ruficornis Tschitscherine, 1900
- Loxandrus rufilabris (Castelnau, 1867)
- Loxandrus rufostigma Bates, 1871
- Loxandrus saccisecundaris Allen, 1972
- Loxandrus saphyrinus (Chaudoir, 1843)
- Loxandrus sculptilis Bates, 1884
- Loxandrus semperfidelis Will, 2008
- Loxandrus sericeus Straneo, 1955
- Loxandrus sericiventris Straneo, 1991
- Loxandrus similis Straneo, 1991
- Loxandrus simillimus Straneo, 1991
- Loxandrus simplex (Dejean, 1828)
- Loxandrus sinuatellus Straneo, 1991
- Loxandrus sinuatus Straneo, 1991
- Loxandrus spinigrandis Allen, 1972
- Loxandrus spinilunatus Allen, 1972
- Loxandrus stenolophoides Straneo, 1949
- Loxandrus stockwelli Allen & Ball, 1979
- Loxandrus straneoi Will & Liebherr, 1997
- Loxandrus strigomoides Straneo, 1991
- Loxandrus subcordicollis Bates, 1871
- Loxandrus subfuscus Tschitscherine, 1900
- Loxandrus subgagatinus (Castelnau, 1867)
- Loxandrus subiridescens (Macleay, 1871)
- Loxandrus subparallelus Bates, 1871
- Loxandrus subquadratus Straneo, 1991
- Loxandrus subrectus Darlington, 1962
- Loxandrus subsinuatus Straneo, 1991
- Loxandrus subvittatus Straneo, 1953
- Loxandrus sulcatus Bates, 1871
- Loxandrus suturalis Casey, 1918
- Loxandrus taeniatus Leconte, 1852
- Loxandrus tetrastigma Bates, 1871
- Loxandrus trapezicollis Straneo, 1991
- Loxandrus tropicus Allen, 1972
- Loxandrus tucumanus (Dejean, 1831)
- Loxandrus uniformis Allen, 1972
- Loxandrus unilobus Allen, 1972
- Loxandrus unispinus Allen, 1972
- Loxandrus unistigma Bates, 1882
- Loxandrus variabilis Straneo, 1991
- Loxandrus velocipes Casey, 1918
- Loxandrus velox (Dejean, 1828)
- Loxandrus vitiosus Allen, 1972
- Loxandrus vittatus Bates, 1871
- Loxandrus vulneratus Casey, 1918
- Loxandrus whiteheadi Allen, 1972
- Loxandrus xanthopus Bates, 1871
- Loxandrus yeariani Allen, 1972